# Desana
Desana (Umukomasã, Desaña, Desána, Dessana, Desano, Deçana, Dessano, Winá, Wira, Paporiuara) je pleme američkih Indijanaca porodice Tucanoan, naseljeni duž rijeka Papurí i Abiyu pritok Vaupésa i Pacá i Macú Parana, pritoke Papurija, u južnoj Kolumbiji i sjevernom Brazilu. 
U Brazilu žive na rezervatima Terra Indígena Alto Rio Negro u općinama Japura i São Gabriel da Cachoeira; Balaio (općina São Gabriel da Cachoeira); Baixo Rio Negro (općina Humaitá); Médio Rio Negro I (općine São Gabriel da Cachoeira i Santa Isabel do Rio Negro); Médio Rio Negro II (iste općine); Rio Apaporis (općina Japura); i Rio Tea (općine Santa Isabel do Rio Negro i São Gabriel da Cachoeira). Populacija 2.204 (Dsei/Foirn - 2005)
Sami sebe nazivaju Umukomasã.